# Adrian Belîi

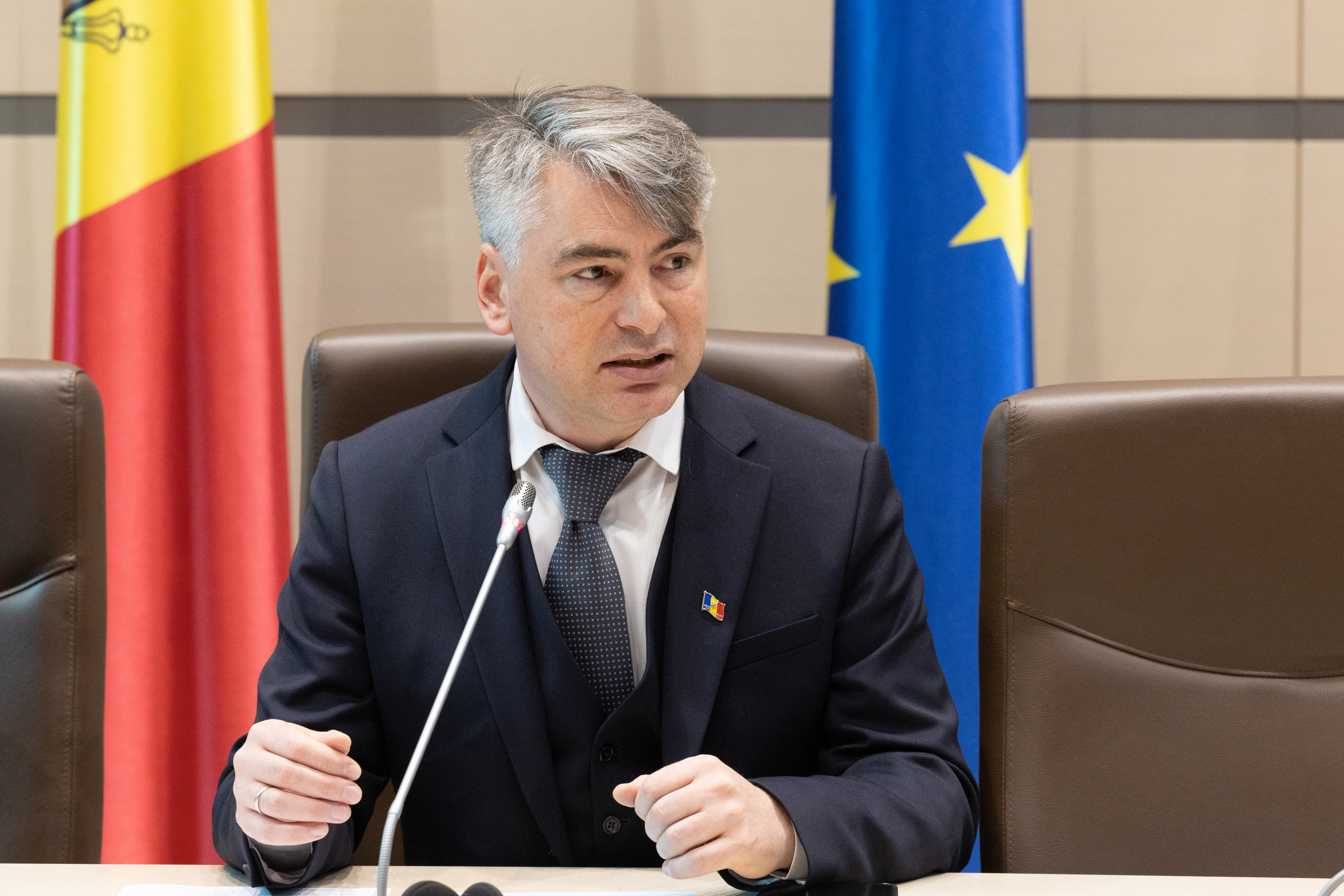
Adrian Belîi (3. Mai 2024)

Adrian Liviu Belîi (* 28. Mai 1975 in Chișinău) ist ein Arzt, Hochschullehrer und Politiker der Partidul Acțiune și Solidaritate (PAS) in der Republik Moldau, der seit 2021 Mitglied des Parlaments ist.

## Leben
Adrian Liviu Belîi begann nach dem Schulbesuch 1982 ein Studium der Medizin an der Staatlichen Universität für Medizin und Pharmazie „Nicolae Testemițanu“ USMF (Universitatea de Stat de Medicină și Farmacie „Nicolae Testemițanu“), welches er 1992 mit einem Vor-Diplom sowie 1998 mit einem Diplom in Allgemeinmedizin beendete. Er war zunächst von 1996 bis 1998 als Assistenzarzt am Städtischen klinischen Notfallkrankenhaus in Chisinău tätig. Im Anschluss begann er 1998 eine Facharzt-Fortbildung im Bereich Anästhesie und Intensivpflege, die er am 15. Oktober 2001 als Facharzt für Anästhesie und Herz-Lungen-Wiederbelebung abschloss. 2002 begann er sein Promotionsstudium an der USMF, das er am 26. Oktober 2006 als Doktor der Medizin mit der Dissertation „Tratamentul multimodal al sindromului algic perioperator“ abschloss, einer Arbeit über die multimodale Behandlung des perioperativen Schmerzsyndroms. Ferner begann er 2003 mit einer Fachausbildung in Anästhesie und chirurgischer Wiederbelebung an der Universität Angers und schloss diese am 10. Juni 2005 mit der Diplomarbeit „Studiul fezabilității unui soft de sevraj automatizat de ventilarea pulmonară artificială după chirurgia cardiacă“ ab, einer Studie über die Machbarkeit einer automatisierten Entwöhnungssoftware der künstlichen Lunge nach Herzoperationen.
Seine 2011 angefangene Habilitation in medizinischen Wissenschaften an der Akademie für öffentliche Verwaltung der Republik Moldau (Academia de Administrare Publică) beendete er am 15. Mai 2014 als „Doctor habilitat în științe medicale“ mit der Habilitationsschrift „Reabilitarea postoperatorie accelerată: structuri, procese, rezultate“ über Strukturen, Prozesse uns Ergebnisse bei der beschleunigten postoperativen Rehabilitation. 2012 fing er des Weiteren ein postgraduales Studium der Wirtschaftswissenschaften mit dem Schwerpunkt Management an der Schule für öffentliches Gesundheitsmanagement (Școala de Management în Sănătate Publică) an und schloss dieses am 2. Februar 2015 mit einem Master of Public Administration mit der Arbeit „Aspecte teoretico-metodice ale managementului resurselor umane în sistemul de sănătate (pe exemplul Centrului Național Științifico-Practic de Medicină Urgentă)“ über theoretisch-methodische Aspekte beim Management der Humanressourcen im Gesundheitssystem am Beispiel des Nationalen Wissenschaftlich-Praktischen Zentrums für Notfallmedizin ab. Ein weiteres 2013 begonnenes postgraduales Studium im Fach Public Health schloss er zudem am 16. September 2016 mit einem Master of Public Health mit der Arbeit „Argumentarea științifică a necesității creării unui serviciu de chirurgie ambulatorie în Republica Moldova“ ab, einer wissenschaftlichen Argumentation zur Notwendigkeit der Schaffung eines ambulanten Chirurgiedienstes in der Republik Moldau.  Er arbeitete von 1999 bis 2016 als Anästhesist am Institut für Notfallmedizin in Chișinău und war daneben zwischen 2003 und 2008 auch Universitätsdozent am Lehrstuhl für Anästhesiologie und Reanimatologie der USMF „Nicolae Testemițanu“ und war daraufhin von 2008 bis 2015 als Privatdozent (Conferențiar universitar) an diesem Lehrstuhl tätig. Zugleich übernahm er seit August 2014 die Funktion als Chefredakteur der „Revista de Științe ale Sănătății din Moldova“ (Moldauische Zeitschrift für Gesundheitswissenschaften).
Im April 2015 übernahm Adrian Belîi die Professur (Profesor universitar) als Inhaber des Lehrstuhls für Anästhesiologie und Reanimatologie der USMF „Nicolae Testemițanu“ und hat diesen seither inne. Im April 2016 wurde er in Personalunion auch Leiter der klinischen Abteilung für Anästhesie und Intensivmedizin des Instituts für Notfallmedizin. Für seine Verdienste wurde ihm am 24. August 2016 durch Präsidialdekret Nr. 2287-VII die Medaille „Nicolae Testemiţanu“ verliehen. Des Weiteren erhielt er am 5. April 2019 ein Ehrendiplom (Diploma de Onoare) der Regierung der Republik Moldau sowie durch Präsidialdekret Nr. 623 vom 19. August 2020 auch den Nationalpreis (Premiul Național).
Bei der Parlamentswahl am 11. Juli 2021 wurde Belîi für die Partidul Acțiune și Solidaritate PAS (Partei der Aktion und Solidarität) im Wahlbündnis ACUM Platforma DA și PAS zum Mitglied des Parlaments (Parlamentul Republicii Moldova) gewählt. Im Parlament ist er derzeit Vorsitzender der Kommission für soziale Sicherheit, Gesundheit und Familie (Comisia protecție socială, sănătate și familie). Darüber hinaus ist er Mitglied der Parlamentarischen Versammlung der Frankophonie (APF), der Interparlamentarischen Versammlung der GUS-Mitgliedstaaten und engagiert sich in der Freundschaftsgruppe mit der Republik Österreich, der Freundschaftsgruppe mit der Französischen Republik sowie der Freundschaftsgruppe mit den Ländern Zentralasiens.
Aus einer 2018 geschiedenen Ehe gingen die beiden Kinder Lina und Darius Belîi hervor.